# Cnaeus Domitius Ahenobarbus (32)
Cnaeus Domitius Ahenobarbus (Kr. e. 11 decembere – Pyrgi, Etruria, Kr. u. 40 januárja) római politikus, az előkelő, plebeius származású Domitia gens Ahenobarbus-ágához tartozott. Édesapja, Lucius, Kr. e. 16-ban consuli rangot viselt, édesanyja, az idősebb Antonia pedig Marcus Antonius és Octavia lánya, a későbbi Augustus császár unokahúga volt. Gyermeke, akit szintén Luciusnak neveztek, később Nero néven a birodalom császára lett.
Életéről nem sokat tudunk. 32-ben consul, majd Sicilia proconsuli rangú helytartója lett. Felesége Germanicus lánya, Agrippina volt. Mindennemű bűnnel bemocskolta magát élete során, többek között bűnrészes volt Albucilla házasságtöréseiben, és vérfertőző viszonyban volt testvérével, Domitia Lepidával. Csak Tiberius halála mentette meg a kivégzéstől. Jómaga vízkórban halt meg.
Állítólag amikor gratuláltak neki fia születésekor, azt mondta, hogy ami tőle és Agrippinától származik, az csak pusztulást hozhat az országnak. Ez azonban nyilvánvalóan csak Suetonius utólagos jóslata, és ahogy apja esetében az egykorú történész adata ellentmond Suetonius sommás ítéletének, úgy Cnaeus esetében is inkább a későbbi történész Neróval szembeni elfogultsága dominál a Suetoniusnál lejegyzett számos botrányos, de pletykaszintű történetben. A szexuális bűncselekmények vádjai gyakoriak voltak a korabeli Rómában, és szinte mindig koncepciós perekhez szolgált alapul rabszolgákból kínvallatással kicsikart vallomások alapján. Caligula végül töröltette a Cnaeus ellen indított pereket.